# Мізюк Андрій Іванович
Андрі́й Іва́нович Мізю́к (1912 , Колки, Луцький повіт, Волинська губернія, Російська імперія  — не раніше 1985 ) — український радянський і компартійний діяч, голова Волинського облвиконкому. Депутат Верховної Ради УРСР 1–4-го скликань (1940–1959), голова виконавчого комітету Луцької міської Ради депутатів трудящих Волинської області (1954–1957).

## Біографія
Народився 1912 року в родині селянина-бідняка в містечку Колки, тепер смт Колки, Маневицький район, Волинська область, Україна. Під час 1-ї світової війни його родина разом з іншими односельцями була евакуйована у район Бєлгорода Курської губернії і лише у 1921 році повернулася у рідне село Колки. Працював в одноосібному сільському господарстві батьків, був підручним ковалем у приватного власника.
У 1930 році обраний секретарем Колківського місцевого осередку Комуністичної спілки молоді Західної України (КСМЗУ). Брав активну участь в діяльності «Сельробу».
15 січня 1933 року вступив у Комуністичну партію Західної України (КПЗУ).
За революційну діяльність у 1932, 1934–1936, 1938–1939 роках перебував у польських тюрмах. У вересні 1939 року звільнений Червоною армією із Брестської тюрми.
Восени 1939 року брав участь в організації повітового ревкому, вибирався головою тимчасового волосного управління села Колки Волинського воєводства. Вибирався депутатом Народних зборів Західної України. У 1940 році був обраний депутатом Верховної Ради Української РСР.
У 1940–1941 р. — заступник голови виконавчого комітету Колківської районної ради депутатів трудящих Волинської області, голова Колківської районної планової комісії.
У червні 1941 року був евакуйований до Південно-Казахстанської області Казахської РСР, де працював ковалем у колгоспі «Червона зірка» села Корніловки Тюлькубарського району.
Призваний до лав Червоної армії у січні 1943 року. Закінчив Рязанське артилерійське училище. Артилерист, командир взводу управління 12-ї батареї, учасник німецько-радянської війни. Був двічі поранений.
1944 року повернувся у Волинську область. У 1944–1946 роках — заступник голови, голова виконавчого комітету Колківської районної ради депутатів трудящих Волинської області.
Член ВКП(б) з 1945 року.
У 1946–1948 роках — слухач республіканської партійної школи при ЦК КП(б)У.
У 1948 – лютому 1949 року — 1-й секретар Турійського районного комітету КП(б)У Волинської області.
У лютому 1949 — вересні 1952 року — голова виконавчого комітету Волинської обласної ради депутатів трудящих.
З вересня 1952 по 1953 рік — слухач Курсів перепідготовки перших секретарів обкомів і голів облвиконкомів при ЦК КПРС у Москві.
23 листопада 1953 — лютий 1954 року — в.о. заступника голови виконавчого комітету Ізмаїльської обласної ради депутатів трудящих.
У липні 1954 — лютому 1957 року — голова виконавчого комітету Луцької міської ради депутатів трудящих Волинської області.
У 1956–1960 роках — голова Волинської обласної ради професійних спілок.
У 1960 — після 1971 року — завідувач відділу соціального забезпечення Волинської обласної ради депутатів трудящих.
Потім — на пенсії в місті Луцьку. На 1983 рік — голова Волинської обласної ради добровільного товариства автомотолюбителів.

## Військове звання
- молодший лейтенант

## Нагороди
- орден Вітчизняної війни 1-го ст. (23.12.1985)
- орден Червоної Зірки (11.02.1945)
- орден Трудового Червоного Прапора (23.01.1948)
- орден «Знак Пошани»
- медаль «За перемогу над Німеччиною у Великій Вітчизняній війні 1941—1945 рр.»
- медалі.
- Почесна грамота Президії Верховної Ради Української РСР (6.11.1964)